# Hyposerica iridescens
Hyposerica iridescens är en skalbaggsart som beskrevs av Anton Franz Nonfried 1891. Hyposerica iridescens ingår i släktet Hyposerica och familjen Melolonthidae. Inga underarter finns listade i Catalogue of Life.